# Neven Marković
Neven Marković  (* 20. Februar 1987 in Čapljina, SFR Jugoslawien, heute Bosnien-Herzegowina) ist ein serbisch-bosnisch-kroatischer ehemaliger Fußballspieler, der auf der Position des Abwehrspielers spielte.

## Karriere

### Vereine
Neven Marković spielt aktuell für den polnischen Erstligisten Lechia Gdańsk. Davor spielte er in Serbien, Rumänien, Griechenland, Kroatien und den USA. 